# Nodosauridae
Nodosauridi (příslušníci čeledi Nodosauridae) byli jedna ze dvou hlavních skupin ankylosaurů - "obrněných dinosaurů". Žili v období pozdní jury a celé křídy na území Severní Ameriky, Evropy, Asie, Austrálie a Antarktidy. Na některých místech světa se dožili až úplného konce křídy, jak ukazují například některé fosilní objevy z území USA a Bolívie.

## Charakteristika
Všichni nodosauridi patřili stejně jako ankylosauridi mezi tyreoforany, pro které jsou charakteristické různé výrůstky a kostěné "pancíře". Byli to středně velcí až velcí dinosauři, pohybující se po všech čtyřech končetinách a živící se výlučně rostlinnou stravou. Jejich čelisti vykazovaly malé dentikulátní zuby a parasagitální linii osteodermů (kostěných destiček), kryjících jejich hřbet a břicho. Obvykle neměli kostěné palice na konci ocasu, tak jako ankylosauridi. Místo toho je zdobila série dlouhých, do stran vyčnívajících kostěných bodců, které mohly podle názoru některých paleontologů posloužit jako prostředky aktivní obrany.
Vývojově nejvyspělejší podčeledí této čeledi je zřejmě podčeleď Nodosaurinae, zahrnující vývojově nejvíce odvozené druhy.

## Paleobiologie
Rozbor fosilního obsahu někdejšího žaludku druhu Borealopelta markmitchelli odhalil palynomorfy (částice pylu), které prozradily, jakými druhy rostlin se tento obrněný dinosaurus živil. Převažují kapraďorosty a cykasy, méně zastoupeny jsou pak mechorosty, jehličnany a krytosemenné rostliny. Přítomnost uhelných částic dokládá, že tito dinosauři využívali občasné požáry a pásli se na vegetaci pyrofytních kapraďorostů, porůstajících nejrychleji ohněm zasažená území.

## Taxonomie
Čeleď Nodosauridae byla pojmenována americkým paleontologem O. C. Marshem v roce 1890, jakýmsi základním a referenčním druhem se stal Nodosaurus.
- Infrařád Ankylosauria
  - Čeleď Nodosauridae
    - Acantholipan
    - Acanthopholis
    -  ?Aletopelta
    - Animantarx
    - Anoplosaurus
    - Borealopelta
    - Denversaurus
    - Dongyangopelta
    - Edmontonia
    - Europelta
    - Gargoyleosaurus
    - Glyptodontopelta
    -  ?Hierosaurus
    - Hoplitosaurus
    -  ?Horshamosaurus
    - Hungarosaurus
    - Invictarx
    - Liaoningosaurus
    - Niobrarasaurus
    - Nodosaurus
    - Panoplosaurus
    - Patagopelta
    - Pawpawsaurus
    - Peloroplites
    -  ?Priconodon
    - Propanoplosaurus
    - Sauropelta
    -  ?Sauroplites
    - Silvisaurus
    - Stegopelta
    - Struthiosaurus
    - Taohelong
    - Tatankacephalus
    - Texasetes
    - Zhejiangosaurus

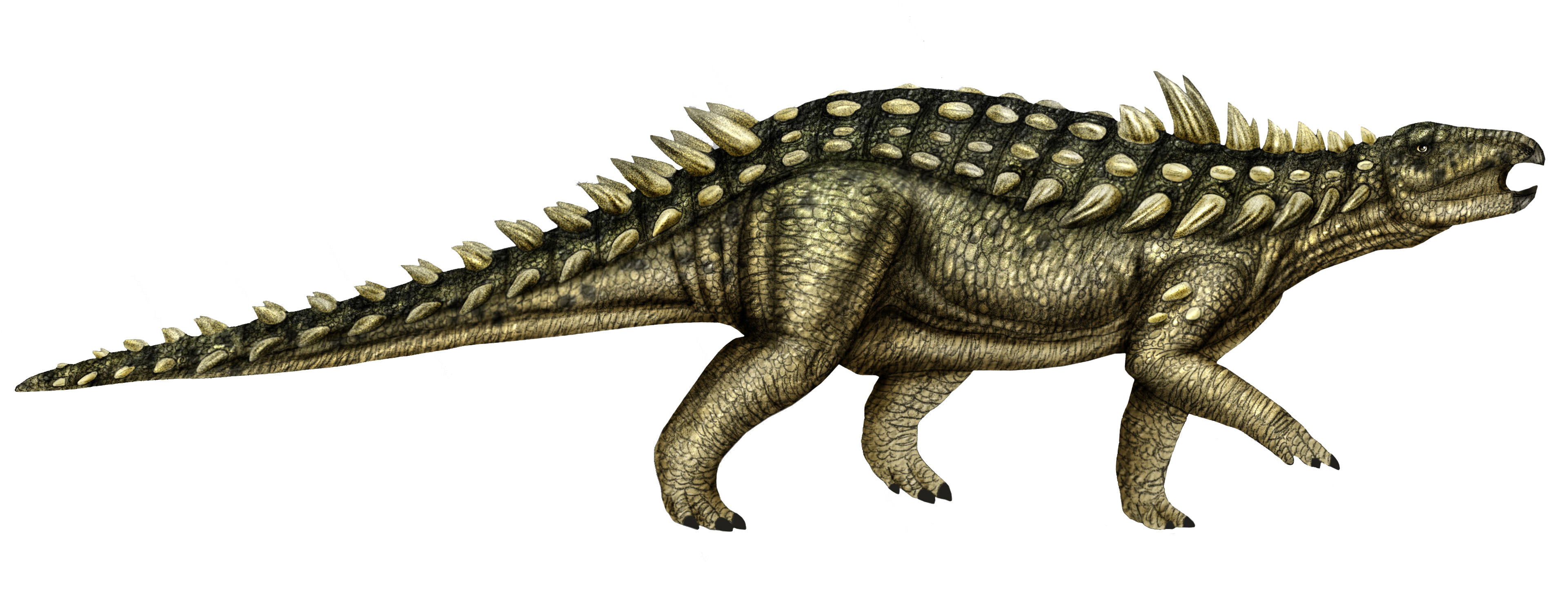
Acanthopholis

    - Zhongyuansaurus (zřejmě ankylosaurinní ankylosaurid)

## Fylogeneze
Klad Nodosauridae byl poprvé definován americkým paleontologem Paulem Serenem v roce 1998 jako "všichni ankylosauři příbuznější rodu Panoplosaurus než rodu Ankylosaurus". Tuto definici přejali v roce 2004 také Vickaryous, Maryanska a Weishampel. Vickarious et al. považují dva rody z této skupiny za nejistě zařazené (incertae sedis): Struthiosaurus a Animantarx. Nejprimitivnějším zástupcem skupiny je podle jejich analýzy rod Cedarpelta.

## Nodosauří mumie z Alberty
V roce 2011 byl v dole Millenium Mine společnosti Suncor Energy odkryt skvěle zachovaný nález fosilie dosud nepojmenovaného nodosaurida, který žil na území současné severovýchodní Alberty v období spodní křídy, asi před 110 miliony let. Délka částečně zachovaného exempláře by činila asi 5,4 metru, hmotnost kolem 1400 kilogramů. Zachovala se výborně i textura hřbetního pancíře a kůže na krku dinosaura. Fosilie byla vystavena v expozici Royal Tyrrell Museum v květnu roku 2017. Podle výzkumu dochovaných melanozomů mohl být dinosaurus zaživa údajně červenavě zbarvený. Dnes se tento dinosaurus jmenuje Borealopelta markmitchelli a jedná se o jednu z nejzachovalejších dinosauřích fosilií vůbec.